# Gmina Kościoła Jezusa Chrystusa Świętych w Dniach Ostatnich we Wrocławiu
Gmina Kościoła Jezusa Chrystusa Świętych w Dniach Ostatnich we Wrocławiu – gmina mormońska działająca we Wrocławiu, należąca do dystryktu katowickiego Kościoła Jezusa Chrystusa Świętych w Dniach Ostatnich.
Siedziba gminy mieści się przy pl. Wolności 7. Raz w tygodniu, w niedzielę, odbywają się trzy nabożeństwa: spotkanie sakramentalne, szkoła niedzielna oraz spotkanie kapłaństwa lub stowarzyszenia pomocy.
Gmina posiada grupę zamiejscową w Legnicy.